# Taoyuan
Die Stadt Taoyuan (chinesisch 桃園市, Pinyin Táoyuán Shì, Zhuyin ㄊㄠˊ ㄩㄢˊ ㄕˋ, Pe̍h-ōe-jī Thô-hn̂g-Chhī) ist eine regierungsunmittelbare Stadt der Republik China (Taiwan). Sie liegt im Nordwesten der Insel Taiwan und hatte bis zum 25. Dezember 2014 den Status eines Landkreises inne.
Der Name Taoyuan bedeutet „Pfirsichgarten“. Das Gebiet war vor allem früher geprägt durch zahlreiche Pfirsichbäume. Heute gehört die Stadt Taoyuan zu den am dichtesten besiedelten Gebieten Taiwans und ist ein bedeutendes Industriezentrum.

## Lage
Die Stadt Taoyuan wird begrenzt von der Stadt Neu-Taipeh im Nordosten, dem Landkreis Yilan im Südosten, dem Landkreis Hsinchu im Südwesten und der Formosastraße im Nordwesten. Der zentrale Stadtteil besteht aus einer sich südwestlich an das Taipeh-Becken anschließenden Flach- und Hügellandschaft. In ihrem vergleichsweise dünn besiedelten Südosten reicht die Stadt in den zum zentralen Bergland Taiwans gehörenden Xueshan-Gebirgszug hinein.

## Verkehr
Auf dem Gebiet des Bezirks Dayuan befindet sich der größte Flughafen Taiwans, der Internationale Flughafen Taiwan Taoyuan.
Alle wichtigen Straßen- und Eisenbahnverbindungen zwischen Taipeh und Westtaiwan durchqueren die Stadt Taoyuan. Im Bezirk Zhongli befindet sich ein Bahnhof der Taiwan High Speed Rail. Eine Anbindung der Region um den Bezirk Taoyuan an das Metro-Netz Taipehs besteht über die im März 2017 eröffnete Flughafenstrecke der Taoyuan Metro.

## Bezirke
Die Stadt Taoyuan gliedert sich in dreizehn Bezirke, die aus den Städten und Gemeinden des ehemaligen Landkreises Taoyuan hervorgegangen sind:
| Bezirk   | chin.  | Wade-Giles | Hanyu Pinyin | Taiwanisch (POJ) | Hakka      |
| -------- | ------ | ---------- | ------------ | ---------------- | ---------- |
| Bade     | 八德區 | Pa-teh     | Bādé         | Pat-tek          | Bad-ded    |
| Zhongli  | 中壢區 | Chung-li   | Zhōnglì      | Tiong-lek        | Zung-lag   |
| Pingzhen | 平鎮區 | P'ing-chen | Píngzhèn     | Pêng-tìn         | Piang-ziin |
| Taoyuan  | 桃園區 | T'ao-yüan  | Táoyuán      | Thô-hng          | To-ien     |
| Yangmei  | 楊梅區 | Yang-mei   | Yángméi      | Iûⁿ-mûi          | Iong-moi   |
| Daxi     | 大溪區 | Ta-hsi     | Dàxī         | Tāi-khe          | Tai-hai    |
| Dayuan   | 大園區 | Ta-yüan    | Dàyúan       | Toā-Hng          | Tai-ien    |
| Fuxing   | 復興區 | Fu-hsing   | Fùxīng       | Hok-heng         | Fug-hin    |
| Guanyin  | 觀音區 | Kuan-yin   | Guānyīn      | Koan-im          | Gon-im     |
| Guishan  | 龜山區 | Kuei-shan  | Guīshān      | Ku-soaⁿ          | Gui-san    |
| Longtan  | 龍潭區 | Lung-t'an  | Lóngtán      | Liông-thâm       | Liung-tam  |
| Luzhu    | 蘆竹區 | Lu-chu     | Lúzhú        | Lô·-tek          | Lu-zug     |
| Xinwu    | 新屋區 | Hsin-wu    | Xīnwū        | Sin-ok           | Sin-vug    |

## Söhne und Töchter der Stadt
- Lu Yu-ling (* 1961), Politikerin
- Chen Li-ju (* 1981), Bogenschützin
- Cheng Chao-tsun (* 1993), Speerwerfer
- Lee Meng-yuan (* 1994), Sportschütze
- Lin Yu-ting (* 1995), Boxerin